# Bloxberg
Bloxberg (Eigenschreibweise: bloxberg) ist eine internationale Blockchain für die Wissenschaft. Die Infrastruktur von Bloxberg basiert auf der Open-Source-Blockchain Ethereum. Statt dem Proof-of-Work-Konsensmechanismus wird der Proof-of-Authority-Mechanismus verwendet. Mit diesem Ansatz wird sichergestellt, dass alle Validierungsknoten innerhalb der Bloxberg-Infrastruktur von Konsortiumsmitgliedern ausgeführt werden, wodurch gleichzeitig eine öffentlich bekannte Identität sichergestellt werden kann, da es sich bei allen Mitgliedern um Wissenschaftsorganisationen oder Forschungseinrichtungen handelt. Unter anderem ist das Ziel der Bloxberg-Blockchain die Entwicklung wissenschaftlicher Anwendungen mit Hilfe der Distributed-Ledger-Technologie. Bloxbergs Währung heißt berg (Plural bergs); mit dieser kann nicht gehandelt werden. Daher sind alle Transaktionen auf der Bloxberg-Infrastruktur kostenlos.

## Technologie
Der Ursprungsblock (Genesis-Block) ist im Januar 2019 datiert. Der Proof-of-Autority Konsensmechanismus wird durch AuRa sichergestellt. Neben dem Konsensmechanismus und der Software für Bloxberg-Knoten, die die Kerninfrastruktur für dezentrale Blockchainanwendungen bereitstellen, integriert und entwickelt Bloxberg zusätzliche Tools, um die Entwicklung und Einführung dezentraler Anwendungen zu erleichtern. Unter anderem handelt es sich hierbei um das Faucet und den Block Explorer. Die von Bloxberg entwickelte Software ist Open Source und auf GitHub verfügbar. Auf Grund der transparenten Zugänglichkeit von Bloxberg besteht neben den autorisierten Knoten (Validierungsknoten) auch die Möglichkeit, nicht autorisierte Knoten auszuführen. Das bedeutet, dass jeder seine Anwendungen mit der Bloxberg-Blockchain verknüpfen kann. Seit Februar 2020 läuft Bloxberg auch auf Istanbul HF.

## Historie
Bloxberg wurde im Februar 2019 von einem Konsortium aus elf Forschungseinrichtungen gegründet, das von der Max Planck Digital Library initiiert wurde. Gründungsmitglieder des Konsortiums sind: Carnegie Mellon University, University College London, ETH-Bibliothek an der ETH Zürich, Georgia Institute of Technology, IT-Universität Kopenhagen, Max-Planck-Gesellschaft, Universität Belgrad, Universität Johannesburg, Universität Kassel, Universität Nikosia und die Universität Sarajevo.
Die Bloxberg-Infrastruktur ermöglicht die Implementierung dezentraler Dienste für wissenschaftliche Systeme. Die wichtigsten Anwendungsfälle in der Wissenschaft für die Verwendung eines auf Blockchain basierenden Systems, sind: die Überprüfung von Daten, garantierter Schutz von Rechten des geistigen Eigentums, Austausch von Forschungsergebnissen, Peer-Review, Veröffentlichung von Artikeln etc.

## Gegenwärtige Mitglieder
Institutionen können sich als Mitglied des Bloxberg-Konsortiums bewerben, wenn sie der gesetzten Definition des Bloxberg-Whitepapers entsprechen. Demnach muss es sich um eine wissenschaftliche oder akademische Einrichtung handeln, die hauptsächlich öffentlich finanziert wird. Derzeit (Stand Juli 2020) sind folgende Organisationen Teil von Bloxberg:
- Max-Planck-Gesellschaft
- Universität Sarajevo[12][14]
- Carnegie Mellon University
- University College London
- ETH-Bibliothek an der ETH Zürich[10]
- Georgia Institute of Technology
- IT-Universität Kopenhagen
- Universität Belgrad
- Universität Johannesburg
- Universität Kassel[15][16]
- Universität Nikosia
- Ferdinand-Steinbeis Institut
- Universität Zürich
- Universidad Nacional de Colombia
- Karlsruhe Institut für Technologie[17]
- Technische Hochschule Köln[18]
- Fraunhofer-Gesellschaft[19]
- Institut für Internet-Sicherheit der Westfälischen Hochschule[20]
- Hochschule Heilbronn
- Hochschule Furtwangen
- RWTH Aachen
- Universität Genf
- Instituto Gulbenkian de Cienica
- Boğaziçi University
- Fachhochschule Technikum Wien[21]
- Frankfurt School of Finance & Management[22][23]

## Weiteres
Im September 2019 wurde Bloxberg im Blockchain-Strategiepapier des Bundesministeriums für Wirtschaft und Energie als Beispiel dafür, wie in der Wissenschaft die Blockchainstrategie anwendungsbezogen zum Tragen kommen kann, erwähnt. Im März 2020 hat der Blockchain Bundesverband Bloxberg im Bereich Forschung als einziges wissenschaftliches Blockchain Projekt hervorgehoben.
Seit Juni 2020 ist der Name "Bloxberg" innerhalb der Europäischen Union markenrechtlich geschützt.
Im August 2020 gab die Fraunhofer-Gesellschaft bekannt, dass ihre neue Open-Access-Plattform SAIRA an die Bloxberg-Infrastruktur angeschlossen wird, um Authentizität, Sicherheit und Nachvollziehbarkeit aller Informationen zu gewährleisten. Die Plattform ermöglicht den schnellen Austausch und die Veröffentlichung von Forschungsergebnissen zu COVID-19.